# Ітешть (комуна)
Ітешть, Ітешті (рум. Itești) — комуна у повіті Бакеу в Румунії. До складу комуни входять такі села (дані про населення за 2002 рік):
- Ітешть (833 особи)
- Думбрава (350 осіб)
- Феджецел (12 осіб)
- Чумаші (198 осіб)

Комуна розташована на відстані 253 км на північ від Бухареста, 9 км на північний захід від Бакеу, 78 км на південний захід від Ясс, 147 км на північний схід від Брашова.

## Населення
У 2009 року у комуні проживали 1596 осіб.